# Apostolisches Vikariat Calapan
Das Apostolische Vikariat Calapan (lat.: Apostolicus Vicariatus Calapanensis) ist ein in den Philippinen gelegenes römisch-katholisches Apostolisches Vikariat mit Sitz in Calapan City. Es umfasst die Provinz Oriental Mindoro.

## Geschichte
Papst Pius XI. gründete am 2. Juli 1936 die Apostolische Präfektur Mindoro aus Gebietsabtretungen des Bistums Lipa. Am 12. Juli 1951 wurde sie zum Apostolischen Vikariat Calapan erhoben und verlor am 27. Januar 1983 einen Teil des Territoriums an das Apostolische Vikariat San Jose in Mindoro.

## Ordinarien

### Apostolische Präfekten von Calapan
- Wilhelm Finnemann SVD (4. Dezember 1936–26. Oktober 1942, getötet)
- Enrique Ederle SVD (21. Juni 1946 – 12. Juli 1951, zurückgetreten) (Henry Ederle)

### Apostolische Vikare von Calapan
- Wilhelm Josef Duschak SVD (12. Juli 1951 – 26. November 1973, zurückgetreten)
- Simeon O. Valerio SVD (26. November 1973 – 26. September 1988, zurückgetreten)
- Warlito Cajandig y Itcuas (17. April 1989 – 7. November 2022, aus gesundheitlichen Gründen vom Amt entbunden)
- Moises Cuevas, (seit 29. Juni 2023)